# Hockeria susterai
Hockeria susterai är en stekelart som beskrevs av Boucek 1952. Hockeria susterai ingår i släktet Hockeria och familjen bredlårsteklar.
Artens utbredningsområde är:
- Österrike.
- Tjeckien.
- Ungern.
- Polen.
- Spanien.
- Sverige.
- Moldavien.

Enligt den finländska rödlistan är arten sårbar i Finland. Arten är reproducerande i Sverige. Artens livsmiljö är torra gräsmarker. Inga underarter finns listade i Catalogue of Life.